# Kvadrat (geometrija)
Kvadrát (tudi zastarelo štirják) je lik v ravninski geometriji. To je pravilni mnogokotnik s štirimi enakimi ravnimi stranicami in enakimi koti - pravimi koti.

## Splošne značilnosti
Kvadrat je poseben primer štirikotnika, pravokotnika, romba, trapeza, paralelograma in trapezoida. Ima 4 notranje kote, 4 zunanje kote, 4 stranice, 4 ogljišča.

## Obseg
Obseg kvadrata je skupna dolžina vseh stranic:
{\displaystyle o=4a\!\,.}

## Ploščina
Ploščina kvadrata je enaka:
{\displaystyle p={\frac {f^{2}}{2}}=a^{2}\!\,,}
kjer je f dolžina diagonale, a pa dolžina stranice.

## Druge značilnosti
Diagonali kvadrata, ki se razpolavljata, sta enaki in pravokotni ena na drugo, zato je kvadrat ortodiagonalni štirikotnik. Dolžina diagonale f je enaka {\displaystyle a{\sqrt {2}}}. V kvadratu kot posebnem primeru paralelograma Newton-Gaussova premica ne obstaja, saj razpolovišči diagonal in središče včrtane krožnice sovpadajo.
Kvadrat je kot vsi pravilni mnogokotniki tako tangentni in tetivni mnogokotnik in s tem zato tudi bicentrični mnogokotnik.